# ベッラーノ
ベッラーノ（伊: Bellano）は、イタリア共和国ロンバルディア州レッコ県にある、人口約5,000人の基礎自治体（コムーネ）。
コムーネ統廃合 (it:Fusione di comuni italiani) により、2020年1月1日にヴェンドローニョを編入した。

## 地理

### 位置・広がり
レッコ県北部、コモ湖畔のコムーネ。県都レッコから北北西へ22kmの距離にある。

#### 隣接コムーネ
隣接するコムーネは以下の通り。括弧内のCOはコモ県所属を示す
- カザルゴ
- デルヴィオ
- パルラスコ
- ペルレード
- サン・シーロ (CO)
- タチェーノ
- ヴァルヴァッローネ

### 気候分類・地震分類
気候分類では、zona E, 2220 GGに分類される。
また、イタリアの地震リスク階級 (it) では、zona 3 (sismicità bassa) に分類される。

## 行政

### 分離集落
ベッラーノには、以下の分離集落（フラツィオーネ）がある。
- Biosio, Bonzeno, Costa, Gora, Grabbia, Lezzeno, Ombriaco, Oro, Pegnino, Pendaglio, Pennaso, Pernice, Ponte Oro, Pradello, Rivalba, Valletta, Verginate, Vendrogno (Busé, Camaggiore, Inesio, Mornico, Mosnico, Noceno, Sanico, Comasira)

### 山岳部共同体
- 広域行政組織である山岳部共同体（イタリア語版）「ヴァルサッシーナ、ヴァルヴァッローネ、ヴァル・デージノ・エ・リヴィエラ山岳部共同体」 (it:Comunità montana della Valsassina, Valvarrone, Val d'Esino e Riviera) （事務所所在地: バルツィオ）に属するコムーネである。